# Lana Marconi
Pour les articles homonymes, voir Marconi.
Lana Marconi est une comédienne française d'origine roumaine, née Ecaterina Ileana Marcovici le 8 septembre 1917 à Bucarest, morte à Neuilly-sur-Seine le 8 décembre 1990. Elle fut la cinquième et dernière épouse de Sacha Guitry.

## Biographie
Lana Marconi, née en Roumanie, arrive à Paris avec sa mère en 1922. Après ses études, elle fréquente des milieux artistiques, et fait notamment la connaissance d'Arletty qui la présente à Sacha Guitry. Dès mai 1945, elle partage la vie de Guitry, qui l'épouse à Paris le 25 novembre 1949. Il lui avait dit : « Les autres furent mes épouses, vous, vous serez ma veuve » et « Ces belles mains fermeront mes yeux et ouvriront mes tiroirs », il la surnommait « mon cher renard ». Ils sont restés mariés jusqu'à la mort de Guitry, le 24 juillet 1957. Durant cette période, Lana Marconi a entretenu une longue liaison avec la directrice du cabaret Le Carroll's, Frede, qui est ainsi devenue l'amie de Guitry. « J’ai pratiquement vécu chez Sacha pendant quatre ans », a raconté Frede en 1974.
Elle a créé sept pièces de Guitry et joué dans douze de ses films. Guitry est le seul réalisateur avec lequel elle ait travaillé.
Lana Marconi est inhumée au cimetière de Montmartre à Paris, aux côtés de Sacha, de Jean et de Lucien Guitry.

## Filmographie
Tous les films cités sont de Sacha Guitry.
- 1948 : Le Comédien : Catherine Maillard
- 1948 : Le Diable boiteux : Catherine Grand, princesse de Talleyrand-Périgord
- 1949 : Aux deux colombes : la grande-duchesse Christine
- 1949 : Toâ : Anna Ecaterina
- 1950 : Le Trésor de Cantenac : Virginie Lacassagne
- 1951 : Tu m'as sauvé la vie : la marquise de Pralognan
- 1951 : Deburau : Marie Duplessis
- 1952 : Je l'ai été trois fois : Thérèse Verdier
- 1953 : La Vie d'un honnête homme : une prostituée, surnommée « la comtesse »
- 1954 : Si Versailles m'était conté… : Marie-Antoinette / Nicole Legay
- 1955 : Napoléon : Marie Walewska
- 1956 : Si Paris nous était conté : Marie-Antoinette

## Théâtre
- 1948 : Le Diable boiteux, écrit et mis en scène par Sacha Guitry, théâtre Édouard-VII
- 1948 : Aux deux colombes de Sacha Guitry, théâtre des Variétés : la grande-duchesse Christine
- 1949 : Toâ de Sacha Guitry, théâtre du Gymnase : Anna Ecaterina
- 1949 : Tu m'as sauvé la vie de Sacha Guitry, théâtre des Variétés
- 1950 : Deburau de et mise en scène Sacha Guitry, théâtre du Gymnase : Marie Duplessis
- 1951 : Une folie de et mise en scène Sacha Guitry, théâtre des Variétés : Missia
- 1952 : N'écoutez pas, mesdames ! de Sacha Guitry, mise en scène de l'auteur, théâtre des Variétés : Madeleine Bachelet